# فیونا دوریف
فیونا دوریف (انگلیسی: Fiona Dourif؛ زادهٔ ۳۰ اکتبر ۱۹۸۱) یک هنرپیشه اهل ایالات متحده آمریکا است. وی از سال ۲۰۰۵ میلادی تاکنون مشغول فعالیت بوده‌است. او در سریال‌های فرقه چاکی و چاکی (مجموعه تلویزیونی) حضور داشته است